# 作曲
作曲（さっきょく）は、楽曲および音楽作品を作ること。作曲をした人を作曲者、作曲を業とする人を作曲家と呼ぶ。

## 概説
音楽行為の中で音楽の次第を考案する段階である。西洋音楽にあっては、作曲とは具体的には楽譜を作成する作業である。特に、著名作曲家の自筆による楽譜は珍重され、音楽博物館などに展示されていることがある。楽譜を紛失したことで、再現できなくなった作品もある。
コンピューター技術の発達・および低価格化によりDTM技術が発達した1990年代前後以降は、作曲家自らパソコンを操作し、作曲ソフトを使用して曲を制作した後に、デジタルデータ形式のまま納品する例も多い。ポピュラー音楽分野では、テープレコーダーなど電気録音機器の社会的な普及に伴い、楽譜を書くことなく歴史に残る名曲を作る者が東西問わず数多くみられるようになった。
音楽行為は、次の3段階を基本に考えられている。
作曲 − 演奏 − 鑑賞
これらの内、作曲と演奏とは能動的な活動であり、まとめて「表現」と呼ぶことができる。鑑賞は受動的な活動である。
作曲を行いながら演奏すること、を即興演奏という。録音された即興演奏から、楽譜が書き起こされることもある。また作曲行為に付随して、作曲した曲を実際の演奏のために変容させていく行為が作曲から切り離された作業であるならば、これを編曲という。編曲作業を専門に行う音楽家は編曲家と呼ばれるが、若い作曲家が編曲を受け持つケースも多い。
作曲のための技法を研究する学問を作曲学と呼ぶことがあり、このような名称の専攻をもつ音楽大学もある。

## 西洋音楽における作曲
西洋音楽にとって作曲とは、旋律を作り、それを楽式に則って発展させ、和声を付けたり対位法的に対旋律を付けて肉付けをし、楽器法や編曲法、管弦楽法に基づいて楽器に当てはめ、最終的に楽譜に書き下ろす作業である。歌の場合には、旋律を作るときに歌詞に基づいて旋律を作ることが多いが、旋律に基づいて歌詞を作ることもある。これら作曲に必要な技術をまとめて作曲法またはエクリチュールと呼ぶ。
現代音楽においては音そのものを、いろいろな自由な考え方にしたがって組み合わせる行為である。

### 作曲様式
作曲様式には、大きく2つの姿勢がある。ひとつは、音楽の音の美しさ、和声美、構成美といった、音楽そのものに重点を置く姿勢である。もうひとつは思想信条、感情、物語といった、音楽の中に織り込むメッセージに重点を置く姿勢である。前者は古典派と呼ばれ、後者はロマン派と呼ばれる。例えば、ベートーヴェンは古典派というよりもロマン派の作曲家であるといわれる。また、新古典派の名は、ロマン派のあとで再び構成美を追究した音楽が書かれたことによる。